# Avenue des Fougères
L'avenue des Fougères (en néerlandais : Varenlaan) est une avenue bruxelloise de la commune de Woluwe-Saint-Pierre qui va de l'avenue des Châtaigniers à l'avenue des Cactus sur une longueur totale de 300 mètres.